# 钒(IV)酸钇
钒(IV)酸钇是一种无机化合物，化学式为Y2V2O7。

## 制备
钒(IV)酸钇可由氧化钇、三氧化二钒和五氧化二钒在高温（1200 °C）和高压氧（5 GPa）的条件下反应得到。其反应的高压有助于稳定+4价的钒。
2 Y2O3 + V2O3 + V2O5 → 2 Y2V2O7